# Avanzada Progresista
Avanzada Progresista (AP) es un partido político venezolano de centroizquierda fundado el 27 de junio de 2012 que se define como un partido progresista, solidario, inclusivo y democrático.
El partido fue creado por miembros de diversos partidos del espectro político de centro en Venezuela.
Tiene su sede en la ciudad de Caracas, Distrito Capital. Cuenta con representación parlamentaria en la Asamblea Nacional y el Parlamento Latinoamericano, formó parte de la coalición opositora conocida como Mesa de la Unidad Democrática (MUD) hasta 2018. En ese año, su entonces presidente Henri Falcón accedió participar  en una nueva coalición opositora junto a partidos como el MAS, COPEI y el Movimiento Ecológico de Venezuela (MOVEV), llamada Concertación por el Cambio (CPC) la cual posteriormente se incorporó a la Alianza Democrática.
En marzo de 2022, el liderazgo del partido se vio disputado entre Luis Augusto Romero, quien afirmaba la máxima autoridad de la organización, y Henri Falcón quien fue ratificado presidente del partido en una asamblea desconocida por el Consejo Nacional Electoral Dicha asamblea fue declarada nula por el Consejo Nacional Electoral, órgano que reconoció al Comité Ejecutivo Nacional como única autoridad de AP, mientras que Falcón anunció la creación de un nuevo movimiento, denominado «Futuro», compuesto principalmente por ex progresistas, cesando así la disputa interna.

## Historia

### Origen
En 2007, el presidente Hugo Chávez llamó a los partidos políticos que apoyan a la Revolución bolivariana a fusionarse en un nuevo partido, el Partido Socialista Unido de Venezuela. Algunos de los partidos que no aceptaron fusionarse fueron Por la Democracia Social (Podemos) y Patria Para Todos (PPT), desde entonces comenzaron a distanciarse y buena parte de la militancia que apoyaba a Chávez pasaron al PSUV. La fractura de Podemos con el gobierno ocurrió de inmediato, el partido se alineó con la coalición opositora Mesa de la Unidad Democrática, pero el PPT se mantuvo independiente hasta que en 2012 pasó definitivamente a integrar la Mesa de la Unidad Democrática (MUD).
Tanto el PPT como Podemos decidieron apoyar la candidatura de Henrique Capriles Radonski a la elección presidencial de 2012 y algunos disidentes internos decidieron solicitar ante el Tribunal Supremo de Justicia (TSJ) la nulidad de las decisiones de las directivas. Así el 6 y 7 de junio de 2012 la Sala Constitucional del TSJ dictaminó unas nuevas autoridades provisionales para el PPT y Podemos respectivamente, siendo estas adherentes del chavismo. Por esa razón el 8 de junio los miembros de los dos partidos afectados decidieron participar en las elecciones presidenciales bajo una misma tarjeta para apoyar a Capriles.
Tras la decisión del TSJ sobre la disputa de la directiva de Podemos, Henri Falcón, gobernador del estado Lara, Vladimir Villegas periodista y el diputado Ismael García presentaron el partido Avanzada Progresista el 27 de junio de 2012 y decidiendo apoyar a Henrique Capriles Radonski como candidato presidencial de oposición en las elecciones de ese año.

### Alianzas
En octubre de 2014 Avanzada Progresista estableció una alianza con el Movimiento Progresista de Venezuela, ante esto, Liborio Guarulla, representante del Movimiento Progresista y gobernador del estado Amazonas manifestó que «tenemos un mismo objetivo, que es el progreso, y sobre todo, ir creando un proyecto para presentarlo al país, pues vivimos una profunda crisis». Y en diciembre de 2014 Avanzada Progresista también estableció alianza con el partido Un Nuevo Tiempo y sobre esto Henri Falcón, presidente de Avanzada Progresista, dijo que «la intención es construir más allá de lo electoral, unas bases filosóficas e ideológicas» y consideró que ambos partidos son organizaciones afines.
A finales de febrero de 2018 el partido decide postular a Henri Falcón para las elecciones presidenciales de Venezuela de 2018 por fuera de lo acordado por la alianza opositora Mesa de la Unidad Democrática de no participar por falta de garantías y condiciones electorales, por tal motivo es expulsada de la coalición opositora.

### Participación electoral
En la elección presidencial de 2012, el partido decide apoyar a Henrique Capriles Radonski como candidato a la presidencia de la república, junto a la coalición opositora Mesa de la Unidad Democrática, quien pierde contra Hugo Chávez Frías, candidato de la coalición oficialista Gran Polo Patriótico. El partido obtiene en esta elección 256.022 votos, es decir, el 1,72 % de los votos.
En la elección presidencial de 2013, Avanzada Progresista apoya nuevamente a Henrique Capriles Radonski, pero esta vez toda la coalición opositora apoya una tarjeta única. La coalición obtuvo 7.363.264 votos, es decir, 49,12 % de votos, sin embargo perdió contra Nicolás Maduro Moros.

## Ideología política
El presidente del partido, Henri Falcón, describió, en su principio, que su partido «no es solamente de izquierda, es una izquierda eficiente, una izquierda moderna, moderada, progresista; como la de Lula, como la de Bachelet». Asimismo, Henri Falcón también afirma que «Avanzada Progresista es un frente contra el socialismo desfasado». Sin embargo, con el tiempo Falcón ha pasado a hablar de «centro progresismo».
Según Avanzada Progresista, el progresismo está sustentado «en los valores de la verdad, la justicia y la solidaridad, para alcanzar el bienestar material y espiritual a través de un verdadero y efectivo desarrollo económico en sintonía con el progreso humano, en equilibrio con el ambiente y en el marco de una verdadera democracia participativa y protagónica».

### Institucionalidad
En su Acta Fundacional, Avanzada Progresista declara luchar y trabajar por un nuevo gobierno «democrático, amplio, plural y progresista». Así como también luchar por la defensa y vigencia plena de la Constitución de la República Bolivariana de Venezuela. A su vez, el partido declara que «todos los ciudadanos somos titulares de la soberanía, y en consecuencia lucharemos por limitar el poder del Estado frente al individuo, frente a la comunidad»; sin embargo, Avanzada Progresista indica que al Estado le corresponde «la defensa de los más débiles». El partido está comprometido con el establecimiento de un Estado social de derecho y de justicia. 
El partido denuncia un posible «esquema hegemónico» promovido por el Gobierno actual, y que, según Avanzada Progresista, ha llevado a una «nociva polarización». Así que el partido promueve la reconciliación nacional y la unidad de la familia venezolana.
Igualmente promueve «un país en el cual nadie sea discriminado por sus ideas o por su condición social, religiosa, étnica o por su orientación sexual». Apoya el federalismo para «descentralizar el poder del Estado para acercarlo a la comunidad y ciudadano empoderados», y que para el partido «la Venezuela federal no es la de los 23 estados, es la de los 335 municipios».

### Economía
En la parte económica, rechaza la estatización exagerada de la economía, y cree en la participación conjunta del Estado y la iniciativa privada. Avanzada Progresista defiende la autonomía del movimiento sindical y apoya el desarrollo de la economía social, y cree que en «una sociedad democrática se debe democratizar el capital, el crédito, el trabajo, la tecnología, el mercado». En política agraria, quiere avanzar en la democratización de la propiedad de la tierra.

### Política exterior
En la política exterior, Avanzada Progresista tiene una visión internacional basada en los principios de no intervención y autodeterminación de los pueblos, en la integración latinoamericana. Insiste en la democratización de la sociedad internacional, la consolidación de un mundo multipolar, el desarme nuclear y el equilibrio ecológico. Como ejemplo del principio de no intervención apoyado por el partido, el periodista y miembro de este partido, Vladimir Villegas, se mostró contrario a una posible intervención militar en Siria en 2013 y manifestó que «los problemas internos de Siria deben resolverlos los sirios». Igualmente mostró no apoyar ni al Gobierno sirio ni a la oposición siria y que para él apoyar una intervención en Siria es «dar el visto bueno por adelantado para que mañana eso mismo pueda ocurrir en Venezuela».

## Dirigentes Nacionales
- Henri Falcón: exgobernador del estado Lara y presidente y fundador de Avanzada Progresista.

- Vladimir Villegas: periodista y fundador de Avanzada Progresista.
- Daniel Santolo
- Fanny García
- Eduardo Semtei

- Luis Romero: Secretario General, diputado.
- Bruno Gallo

- Rubén Meleán : Diputado de la Asamblea Nacional (secretario general de Avanzada progresista La Guaira)

### Diputados Nacionales
Principales
| Diputado            | Estado   |
| ------------------- | -------- |
| Angel Ocanto        | Lara     |
| Luis Augusto Romero | Nacional |

Suplentes
| Diputados suplentes | Estado   |
| ------------------- | -------- |
| Bruno Gallo         | Nacional |
| Gustavo Rangel      | Nacional |
| Seny Hernandez      | Nacional |
| Maribel Castillo    | Nacional |
| Jorge A Rodriguez   | Nacional |
| Ricardo Rios        | Nacional |

## Resultados electorales

### Presidenciales
|  | 1.72 % |

|  | 6.39 % |

### Parlamentarias
| Año  | Votos     | %         | Diputados |
| ---- | --------- | --------- | --------- |
| 2015 | Sin datos | Sin datos | 3/167     |
| 2020 | 156,207   | 2,51%     | 2/277     |

### Regionales
| Año  | Votos   | %    | Gobernadores | +/- | Alcaldías | +/- |
| ---- | ------- | ---- | ------------ | --- | --------- | --- |
| 2021 | 226.256 | 2,53 | 0/23         | 0   | 2/335     | 2   |